# De Jansens komen vanavond
De Jansens komen vanavond is een sciencefictionverhaal van de Zeeuwen Gert en Jan Kuipers. Het was het twaalfde verhaal in de verhalenbundel Ganymedes 4, uitgegeven door A.W. Bruna Uitgevers. Die verhalenbundel kwam tot stand door het inzenden van lezers en andere liefhebbers van het genre, die weleens een eigen verhaal op papier wilden zetten. Jans eerste echte roman verscheen in 1988.

## Het verhaal
Het verhaal over het echtpaar Schot. Als enigen hebben zij een atoomoorlog overleefd en moeten zien te overleven. Hun bestaan is daarna zo eentonig geworden dat fantasie en werkelijkheid in elkaar overvloeien. De laatst ontvangen krant wordt daarbij als uitgangspunt aangehouden:  "Het land waarin zij wonen zal buiten de oorlog blijven". Het echtpaar gaat er dus van uit dat de Jansens die avond nog op visite komen.
Daartegenover staat de almaar oprukkende natuur, die in al haar gedaantes het huis van het echtpaar langzaam insluit, overwoekert en wellicht binnen zal dringen.